# Trenchia argentinae
Trenchia argentinae is een slakkensoort uit de familie van de Skeneidae. De wetenschappelijke naam van de soort is voor het eerst geldig gepubliceerd in 1961 door Clarke.